# Wakker Nederland
Wakker Nederland (akronym WNL, česky Probuzené Nizozemsko) je nizozemská televizní společnost, tzv. omroep, vysílající v NPO.
WNL byla založena 16. února 2009 jako pravicová konzervativní alternativa k levicově orientovanému vysílání v Nizozemsku. První vysílání byl 6. září 2010 ranní blok na NPO 1.
Samotný impuls k založení stanice dal Sjuul Paradijs, šéfredaktor deníku De Telegraaf, který je součástí nizozemské skupiny TMG. Pravicové strany v Nizozemsku založení WNL uvítali, protože ho vnímaly jako krok k větší nezávislosti nizozemské televize.
WNL v současnosti vysílá pořady hlavně na NPO 1 (například ranní show) a NPO 3. Dále například spolupracuje s omroepem MAX na vánočních koncertech. WNL vysílá i na rozhlasových stanicích NPO, hlavně na Radiu 1.